# Karl Roberson
Karl Roberson, född 4 oktober 1990 i Neptune, New Jersey, är en amerikansk MMA-utövare som tävlar i organisationen Ultimate Fighting Championship.